# NGC 160
NGC 160 (ook wel PGC 2154, UGC 356, MCG 4-2-33 of ZWG 479.43) is een spiraalvormig sterrenstelsel in het sterrenbeeld Andromeda.
NGC 160 werd op 5 december 1785 ontdekt door de Duits-Britse astronoom William Herschel.

## HD 3293 (Hough 623)
Vanaf de Aarde gezien bevinden NGC 160 en het object NGC 162 zich schijnbaar in de buurt van de dubbelster HD 3293 (Hough 623), die als gidsobject kan fungeren tijdens kijkacties met telescopen. Op sommige telescopisch verkregen foto's van NGC 160 en NGC 162 is het schijnsel van deze dubbelster, of de dubbelster zelf, ook te zien.

## George Washington "Jupiter" Hough
De dubbelster Hough 623 (HD 3293) werd opgenomen in de dubbelsterrencatalogus van de Amerikaanse astronoom George Washington Hough (1836-1909), die naast het ontdekken en bestuderen van dubbelsterren ook een fervent waarnemer was van de planeet Jupiter, vandaar zijn bijnaam George Washington "Jupiter" Hough.